# 阿尔伯特·W·塔克
阿爾伯特·威廉·塔克（英語：Albert William Tucker，1905年11月28日—1995年1月25日）是一名加拿大數學家，1928年获得多伦多大学学士，1932年获得普林斯顿大学博士，博士导师是所羅門·萊夫謝茨。1932-33年他在哈佛大学和芝加哥大学做研究，1933年他开始长期在普林斯顿大学数学系任教，1974年退休，1995年去世。他担任普林斯顿大学数学系的系主任长达20年。1961-62年他担任美国数学協会（MAA）主席。
他在博弈论、拓扑学、非线性规划领域作出了重要贡献。